# Калакача
Калакача  је археолошки локалитет који се налази у месту Бешка, општина Инђија. Налазиште је датовано у период од 10. до средине 8. века п. н. е. Припада категорији споменика културе од великог значаја, уписаног у централни регистар 1985. године. Локални регистар води Завод за заштиту споменика културе Сремска Митровица.
Локалитет је девастиран изградњом ауто-пута Београд - Нови Сад. Заштитна истраживања вршена су у периоду од 1972. до 1974. и од 2003. до 2004. године.
Локалитет Калакача се налази на десној обали Дунава, непосредно уз мост на аутопуту Нови Сад—Београд, на око 4 km североисточно од Бешке у Срему. Лоциран је на неколико нивоа лесних тераса.
Овде су откривени остаци једнослојног насеља са краја касног бронзаног и почетка гвозденог доба, велики број јама, укопаних објеката и пратећих економских објеката. Насеље се налазило на издуженом платоу тоугаоног облика и пружало се у правцу југозапад - североисток, највишем делу Калакаче, на надморској висини од око 140 m, и око 60 m изнад средњег нивоа површине Дунава. Димензије насеља биле су 110 х 160 х 220 m.
Насеље је било земљорадничког карактера, али је остеолошким анализама потврђено и гајење животиња, као и лов.
Од покретног материјала откривена је керамика. Орнамент је једноставан, најчешће се јавља жлијеб или „S“ урези. Према орнаменту овај хоризонт је сврстан у Босутску групу старијег гвозденог доба.